# 秦岭蒿
秦岭蒿（学名：Artemisia qinlingensis）是菊科蒿属的植物，是中国的特有植物。分布于中国大陆的甘肃、河南、陕西等地，生长于海拔1,300米至1,500米的地区，一般生于路旁、山坡或林缘等地，目前尚未由人工引种栽培。